# Geelwanggors
De geelwanggors (Ammodramus aurifrons) is een vogelsoort uit de familie emberizidae.

## Kenmerken
De vogel is makkelijk te herkennen aan de gele streep bij zijn oog.

## Verspreiding en leefgebied
De soort telt vier ondersoorten:
- A. a. apurensis: noordoostelijk Colombia en westelijk Venezuela.
- A. a. cherriei: het oostelijke deel van Centraal-Colombia.
- A. a. tenebrosus: zuidoostelijk Colombia en zuidwestelijk Venezuela.
- A. a. aurifrons: zuidelijk Colombia, oostelijk Ecuador, oostelijk Peru, noordoostelijk Bolivia en amazonisch Brazilië.